# Juan Rodríguez Martínez
Juan Rodríguez Martínez (Cedeira, La Coruña, España, 8 de mayo de 1995) es un futbolista español que juega como defensa en el C. D. Lugo de la Primera Federación.

## Trayectoria
Ingresó en las categorías inferiores del Racing Club de Ferrol en categoría cadete y debutó con el primer equipo en Tercera División en la temporada 2012-13 durante un encuentro ante el Céltiga Fútbol Club. Para la siguiente campaña fue cedido a la Sociedad Deportiva Cultural Galicia de Mugardos, equipo filial del Racing con el que compitió en la Preferente Autonómica de Galicia. Además, llegó a debutar con los ferrolanos en Segunda División B en un partido frente al Coruxo F. C. En la temporada 2014-15 jugó con el Arosa S. C. en Tercera División.
Tras jugar la campaña 2015-16 en la U. D. Somozas, fichó por el Real Sporting de Gijón "B" que acababa de descender a Tercera División. Durante los tres años que estuvo en el conjunto asturiano alternó presencias con el primer equipo y el filial, llegando a jugar cuatro partidos en la Primera División en el primero de ellos. En julio de 2019 se unió al Club Gimnàstic de Tarragona, donde estuvo una temporada antes de recalar en el San Fernando C. D. En este equipo estuvo hasta 2022, iniciando en el mes de agosto una nueva etapa en la S. D. Amorebieta, con la que ascendió a Segunda División. No se quedó a vivir la experiencia y en agosto de 2023 fichó por el Algeciras C. F. Allí también estuvo un año y en julio de 2024 regresó a Galicia para jugar en el C. D. Lugo.

## Clubes
| Club                         | País   | Año       |
| ---------------------------- | ------ | --------- |
| Racing Club de Ferrol        | España | 2012-2013 |
| S. D. C. Galicia de Mugardos | España | 2013-2014 |
| Racing Club de Ferrol        | España | 2014      |
| Arosa S. C.                  | España | 2014-2015 |
| U. D. Somozas                | España | 2015-2016 |
| Real Sporting de Gijón "B"   | España | 2016-2018 |
| Real Sporting de Gijón       | España | 2018-2019 |
| Club Gimnàstic de Tarragona  | España | 2019-2020 |
| San Fernando C. D.           | España | 2020-2022 |
| S. D. Amorebieta             | España | 2022-2023 |
| Algeciras C. F.              | España | 2023-2024 |
| C. D. Lugo                   | España | 2024-     |

## Palmarés

### Campeonatos nacionales
| Título           | Club                       | País   | Año  |
| ---------------- | -------------------------- | ------ | ---- |
| Tercera División | Real Sporting de Gijón "B" | España | 2017 |